# Бишоп, Джули
Джулия Изабель Бишоп (англ. Julie Isabel Bishop; род. 17 июля 1956, Лобетхол, Южная Австралия) — австралийский политик, 38-й министр иностранных дел Австралии (с 18 сентября 2013 по 28 августа 2018).

## Биография
Получила степень бакалавра права в Университете Аделаиды в 1978 году. С 1985 года была управляющим партнером одной из крупнейших австралийских юридических фирм, Clayton Utz. Училась на расширенной программе менеджмента в Гарвардской школе бизнеса в 1986 году.
В 1992 году вступила в Либеральную партию Австралии. Член Австралийской палаты представителей с 1998 года. Министр по вопросам заботы о пожилых людях (2003—2006), министр образования, науки и подготовки кадров (2006—2007).
Бишоп — заместитель руководителя Либеральной партии Австралии и первая женщина-министр иностранных дел Австралии.
24 августа 2018 года проиграла борьбу за лидерство в партии, выбыв после первого тура голосования (во втором туре министр финансов Моррисон победил Питера Даттона).
Бишоп подала в отставку, и 28 августа 2018 года министром иностранных дел в правительстве Моррисона стала Марис Пейн.